# تغرول نریمان‌بیگوف
تغرول نریمان‌بیگوف (ترکی آذربایجانی: Toğrul Fərman oğlu Nərimanbəyov; ۷ اوت ۱۹۳۰ – ۲ ژوئن ۲۰۱۳) یکی از نقاشان برجسته و پرآوازه دوره مدرن آذربایجان بود.

## زمدگی‌نامه
تغرول نریمان‌بیگوف ۷ اوت سال ۱۹۳۰ در باکو به دنیا آمد. پدرش اصالتاً اهل شوشی بود و در شهر تولوز کشور فرانسه درس خوانده بود. او در سال ۱۹۲۹ به آذربایجان برگشته و در ساخت نیروگاه برق‌آبی مینگچویر مشغول به کار شد؛ ولی در سال ۱۹۳۰ بازداشت و به زندان محکوم شد. همسر فرانسوی او، خانم «ایرما لاروده»، به کشور ازبکستان تبعید شد، که تا سال ۱۹۶۱ در آنجا به سر برد.

## کارنامه
تغرول نریمان‌بیگوف دانش‌آموخته «مدرسه نقاشی عظیم عظیم‌زاده» آذربایجان در سال ۱۹۵۰، و نیز «مدرسه نقاشی ویلنیوس» در کشور لیتوانی در سال ۱۹۵۵ بود. از دهه ۵۰ قرن ۲۰ میلادی کارنامه خود را به عنوان مصور آغاز نمود. از اولین آثارش می‌توان «منظره بایل»، «از طوفان هم شدیدتر»، «سعادت»، «نشاط»، «به خاطر زندگانی»، «برای آینده روشن» و غیره نام برد. آثاری که او در سبک و سیاق‌هایی نظیر چشم‌انداز، پرتره، نقاشی یادبود، تصویرسازی و نقاشی تئاتر و غهره… خلق نموده، از لحاظ کمال زیبایی‌شناسی و شیوه منحصر به فردی بسیار چشم‌نواز و متمایز می‌باشند.
این هنرمند نقاشیهای خود را با اتکا بر هارمونی رنگی مخصوص به هنر تزئینی آذربایجانی و روندهای جدید هنر مدرن جهانی به تصویر کشیده‌است. از دیگر آثار معروف وی می‌شود به «در کارگاه»، «قعله دختر»، «در رشته کوه تالیش»، «در ییلاق»، «عید محصول»، «قهره‌خانه در باغ»، «بازار در باکو» و غهره… اشاره کرد.
تغرول نریمان‌بیکوف که تابعیت آذربایجانی- فرانسوی داشت، تا پایان عمرش در پاریس زندگی کرد. او معتقد بود، لازم است هنر به ریشه‌های فرهنگ ملی بازگردد. او خلاقیت خود را ترکیبی از هنرهای انتزاعی و تجسمی می‌خواند.
تغرول نریمان‌بیگوف ۲ ژوئن سال ۲۰۱۳، در سن ۸۲ سالگی درگذشت.

## خانواده
«اسمر نریمان‌بیگوا»، دختر وی از اولین ازدواجش با «المیرا حسینوا»، خادم هنر افتخاری آذربایجان و دانشیار آکادمی دولتی هنرهای زیبا جمهوری آذربایجان است.
تغرول نریمان‌بیگوف پسری به اسم «فرانچویس ریمان‌بیگوف» نیز دارد، که حاصل ازدواج دومش با «سویل ریمان‌بیگوا» است. او در ۲۴ ماه مه سال ۲۰۰۱ میلادی تولد یافته‌است. در کنار تصویرگیری، تغرول نریمان‌بیگوف از صدایی عالی هم برخوردار بود و در دوران جوانی‌اش ترانههایی از بسیاری از آهنگسازان آذربایجانی و اجنبی را آواز خوانده‌بود.

## جوایز
- سال ۱۹۶۴- خادم هنر افتخاری آذربایجان شوروی
- سال ۱۹۶۷- «نقاش مردم» آذربایجان شوروی
- سال ۱۹۷۴- «جایزه دولتی» آذربایجان شوروی
- سال ۱۹۸۰- «جایزه دولتی» اتحاد جماهیر شوروی سوسیالیستی
- سال ۱۹۸۰- «نشان پرچم سرخ کار»
- سال ۱۹۸۹- «نقاش مردم» شوروی
- ۵ اوت سال ۲۰۰۰- نشان استقلال جمهوری آذربایجان
- ۹ اوت سال ۲۰۱۰- نشان شرف جمهوری آذربایجان

## فیلم‌نامه
- سال ۱۹۶۶: فیلم مستند کوتاه تلویزیونی تغرول نریمان‌بیگوف
- سال ۱۹۶۷: فیلم «قبوستان»
- سال ۱۹۷۴: فیلم «دست‌ها و رنگ‌ها»
- سال ۱۹۷۵: فیلم بلند «دده قورقود» (تغرول نریمان‌بیگوف مؤلف نقاشی‌های این فیلم است)
- سال ۱۹۷۸: فیلم بلند «سالگرد دانته» (در این فیلم ایفای نقش کرده‌است)
- سال ۱۹۸۱: فیلم «ملودی رنگ‌ها»
- سال ۱۹۸۲: فیلم و کنسرت داستانی کوتاه تلویزیونی «سلام زینب»
- سال ۱۹۸۲: فیلم و باله کوتاه «هفت‌پیکر» (به‌عنوان نقاش لباس شرکت داشت)
- سال ۲۰۱۱: فیلم «تغرول»[۷]